# Tom Belsø
Tom Belsø, danski dirkač Formule 1, * 27. avgust, 1942, København, Danska, † 13. januar 2020.

## Življenjepis
Debitiral je v sezoni 1973, ko je nastopil le na Veliki nagradi Švedske, kjer se mu je sicer uspelo kvalificirati na dirko, toda zaradi neprispelega sponzorskega denarja ni štartal. V naslednji sezoni 1974 je nastopil na štirih Velikih nagradah, dvakrat ni uspelo kvalificirati na dirko, enkrat je odstopil, edino uvrstitev in najboljši rezultat kariere pa je dosegel na dirki za Veliko nagrado Švedske, kjer je zasedel osmo mesto.

## Popolni rezultati Formule 1
(legenda) (odebeljene dirke pomenijo najboljši štartni položaj, poševne pa najhitrejši krog, †-uvrščen kljub odstopu)
| Leto | Moštvo                     | Šasija          | Motor       | 1   | 2   | 3       | 4       | 5   | 6   | 7       | 8   | 9   | 10     | 11  | 12  | 13  | 14  | 15  | Prv | Toč |
| ---- | -------------------------- | --------------- | ----------- | --- | --- | ------- | ------- | --- | --- | ------- | --- | --- | ------ | --- | --- | --- | --- | --- | --- | --- |
| 1973 | Frank Williams Racing Cars | Iso-Marlboro IR | Cosworth V8 | ARG | BRA | JAR     | ŠPA     | BEL | MON | ŠVE DNS | FRA | VB  | NIZ    | NEM | AVT | ITA | KAN | ZDA | -   | 0   |
| 1974 | Frank Williams Racing Cars | Iso-Marlboro FW | Cosworth V8 | ARG | BRA | JAR Ret | ŠPA DNQ | BEL | MON | ŠVE 8   | NIZ | FRA | VB DNQ | NEM | AVT | ITA | KAN | ZDA | -   | 0   |